# 褐簾石
褐簾石 (かつれんせき、アラナイト、Allanite) は希土類元素を多量に含む、緑簾石グループに属するソロケイ酸塩鉱物。主に泥質の変成岩や珪長質の火成岩に生成する。一般的な化学式はA2M3Si3O12[OH]で、Aサイトにはイオン半径の大きなCa2+、Sr2+、希土類元素イオンが入る。MサイトにはAl3+、Fe3+、Mn3+、Fe2+、Mg2+などが入る。しかし、Th、U、Zr、P、Ba、Crなどが入ることもある。国際鉱物学連合によると褐簾石はセリウム褐簾石 (Allanite-(Ce))、ランタン褐簾石 (Allanite-(La))、ネオジム褐簾石 (Allanite-(Nd))、イットリウム褐簾石 (Allanite-(Y)) 、サマリウム褐簾石(Allanite-(Sm))の5つに分けられる。最も多い希土類元素はそれぞれセリウム、ランタン、ネオジム、イットリウム、サマリウムである。さらに、褐簾石グループとしては、上田石、バナジウム褐簾石など2024年現在21種が認定されている（サマリウム褐簾石はポーランド産に基づき2024年認定）。

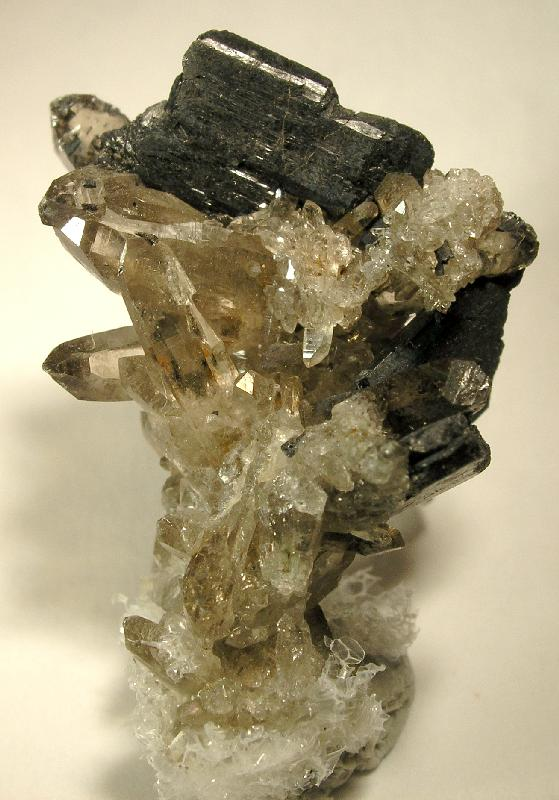
煙水晶の表面の褐簾石 (White Mountain Wilderness産、2.7 × 1.8 × 1.7 cm)

褐簾石は最大20%の希土類元素を含み、有用な希土類元素の原料となる。トリウムなどの放射性元素が入ることに伴う現象が観察される。放射性ハローがあることが多く、放射能が高い場合は結晶構造が破壊されていることもある（メタミクト化）。放射線により破壊されていない褐簾石の年代はそれとは異なる方法で決定される。
褐簾石は通常黒色だが、褐色、紫褐色のこともある。褐鉄鉱のような黄褐色の物質に覆われることもある。単斜晶系で、柱状の結晶になる。モース硬度は5.5-6で比重は3.5-4.2である。95℃という非常に低い温度で高温発光する。
褐簾石は1810年にスコットランドの鉱物学者のトーマス・アラン (1777-1833) により発見され、Allaniteという鉱物名は彼にちなんで命名された。模式地はカール・ルートヴィヒ・ギーゼケが発見したグリーンランドのAluk島である。